# Glypta virginiensis
Glypta virginiensis là một loài tò vò trong họ Ichneumonidae.